# Juan Lacaze
Juan Lacaze o Juan L. Lacaze és una ciutat de l'Uruguai ubicada al departament de Colonia. Es troba sobre la vora del Riu de la Plata, sobre el qual té un port anomenat El Sauce o Del Sauce.
Pren el seu nom de Juan Luis Lacaze, uns dels primers habitants de la urbanització.
Juan L. Lacaze destaca per la seva activitat industrial. Des de començaments del segle xx té una fàbrica nacional de paper.

## Govern
L'alcalde, segons les dades de juliol del 2010, és Darío Burgman.

## Població
D'acord amb les dades del cens del 2004, Juan Lacaze tenia 13.196 habitants.

## Persones destacades
- José Carbajal, músic.
- Ernesto Chevantón, futbolista.
- Osvaldo Laport, actor.
- Cristian Rodríguez, futbolista.